# Warionia
Warionia é um género botânico pertencente à família Asteraceae.